# 前郷二番町
前郷二番町（まえごうにばんちょう）は、秋田県横手市の町丁。郵便番号は013-0037。人口は459人、世帯数は219世帯（2020年10月1日現在）。丁目の設定のない単独町名で、全域で住居表示を実施している。旧横手市前郷の一部に相当する。

## 地理
横手地域の中央部に位置し、東と南で神明町、西で駅前町、北で前郷一番町と隣接する。西端をゆりのき通り（都市計画道路寿町上横山線）が、北端を阿桜大通り（同駅東線）が、中央部をななかまど通り（同西前郷線）が通る。ほとんどが住宅であり、北東部は駅前地区土地区画整理事業によって整備された街区である。南東部の広大な一角を秋田県立衛生看護学院と同横手高等学校定時制課程の校舎が占めるが、ほとんどが住宅地である。
全域が都市計画区域に含まれるが、区域区分非設定区域となっている。都市計画法上の用途地域では全域が商業地域に指定されている。

### 地名の由来
現在の前郷二番町という地名は1966年に実施された住居表示の際に命名されたもので、旧地名（大字前郷）に由来する。

## 歴史

### 年表
- 1926年（大正15年）11月3日 - 秋田県立横手衛生試験所が、前郷字礼堂（現・前郷二番町）に開設[9]。
- 1928年（昭和3年）7月14日 - 横手高等尋常小学校（現・横手南小学校）の高等科を分離し、前郷字礼堂（現・前郷二番町）に校舎が竣工[10]。
- 1932年（昭和7年） - 平鹿郡農業会が平鹿農業会館を、前郷字礼堂（現・前郷二番町）に開設[11]。
- 1939年（昭和14年） - 横手公共職業安定所が、横手町役場から前郷字外不瀬39番地1（現・前郷二番町2番16号）に移転[12]。
- 1940年（昭和15年）
  - 3月10日 - 秋田県平鹿郡事務所（後に平鹿地方事務所へ改称）が、前郷字礼堂（現・前郷二番町）の平鹿郡農業会に設置[13]。
  - 横手町立横手工学校（秋田県立横手工業高等学校の前身）が、横手高等尋常小学校内に開設[14]。
- 1948年（昭和23年）3月 - 横手市立図書館が、前郷（現・前郷二番町8番3号）の横手衛生試験所跡へと移転[15][16]。
- 1949年（昭和24年） - 秋田県平鹿地方事務所（後の平鹿地方総合庁舎、平鹿地域振興局）の新庁舎が、前郷[注釈 1]字外不瀬（現・前郷二番町7番）の平鹿農業会館南側に開設[17]。
- 1957年（昭和32年）1月 - 横手市立図書館が、根岸町7番32号の営林署跡に移転[15]。
- 1958年（昭和33年）12月19日 - 横手労働基準監督署が、大町中丁から前郷字外不瀬53番地2（現・前郷二番町8番3号）に移転[12]。
- 1959年（昭和34年）8月28日 - 東北電力横手営業所が、前郷二番町に移転[18]。
- 1965年（昭和40年）12月8日[19] - 秋田銀行横手駅前支店が、前郷（現・前郷二番町2番49号）に開業[20]。
- 1966年（昭和41年）4月1日 - 住居表示実施に伴い、前郷の各一部をもって成立[2][3]。
- 1969年（昭和44年）9月 - 秋田銀行横手駅前支店が、前郷一番町へ移転。
- 1970年（昭和45年）6月20日 - 平鹿地方総合庁舎が、旭川へ移転[21]。
- 1973年（昭和48年）3月1日 - 横手公共職業安定所が、旭川へ移転[12]。
- 1974年（昭和49年）3月19日 - 横手労働基準監督署が、旭川へ移転[12]。
- 2005年（平成17年）10月1日 - 町名の読み方が「まえごうにばんまち」から「まえごうにばんちょう」へと変更[22]。
- 2006年（平成18年）3月31日 - 秋田県立横手工業高等学校が閉校[23]。
- 2008年（平成20年）4月1日 - 秋田県立衛生看護学院が、秋田市から横手工業高等学校の跡地に移転して開校[23]。

### 町名の変遷
特記のないものはすべて住居表示実施に伴う変更。
| 実施後     | 実施年月日     | 実施前               |
| ---------- | -------------- | -------------------- |
| 前郷二番町 | 昭和41年4月1日 | 前郷字上横山（一部） |
| 前郷二番町 | 昭和41年4月1日 | 前郷字外不瀬         |
| 前郷二番町 | 昭和41年4月1日 | 前郷字礼堂（一部）   |

## 世帯数と人口
2020年（令和2年）10月1日現在の世帯数と人口は以下の通りである。
| 丁目       | 世帯数  | 人口  |
| ---------- | ------- | ----- |
| 前郷二番町 | 140世帯 | 314人 |

### 人口・世帯数の推移
以下は国勢調査による1995年（平成7年）以降の人口の推移。
| 年                 | 人口 |
| ------------------ | ---- |
| 1995年（平成7年）  | 493  |
| 2000年（平成12年） | 460  |
| 2005年（平成17年） | 407  |
| 2010年（平成22年） | 379  |
| 2015年（平成27年） | 342  |
| 2020年（令和2年）  | 314  |

以下は国勢調査による1995年（平成7年）以降の世帯数の推移。
| 年                 | 世帯数 |
| ------------------ | ------ |
| 1995年（平成7年）  | 170    |
| 2000年（平成12年） | 161    |
| 2005年（平成17年） | 145    |
| 2010年（平成22年） | 142    |
| 2015年（平成27年） | 151    |
| 2020年（令和2年）  | 140    |

## 小・中学校の学区
市立小・中学校に通う場合、学区（校区）は以下の通りとなる。
| 番地 | 小学校               | 中学校               |
| ---- | -------------------- | -------------------- |
| 全域 | 横手市立横手南小学校 | 横手市立横手南中学校 |

## 交通

### 鉄道
町内に駅はない。最寄り駅は■奥羽本線、■北上線の横手駅。

### バス
羽後交通
- 前郷二番町（朝日が丘線、上台線、山内線、横手清陵学院線、横手・本荘線、横手・湯沢線、横手・大曲線、横手・小安線、ふるさと村線）

横手市循環バス
- 県立衛生看護学院入口
- 細谷内科医院前

### 道路
- 阿桜大通り（駅東線）
- ゆりのき通り（寿町上横山線）
- ななかまど通り（西前郷線）

## 施設
- 羽後交通株式会社本社（4番10号）[30]
- 秋田県立横手高等学校定時制課程（10番1号）[31]
- 秋田県立衛生看護学院（10番2号）[32]
- 東北電力ネットワーク 横手電気センター（11番24号）[33]

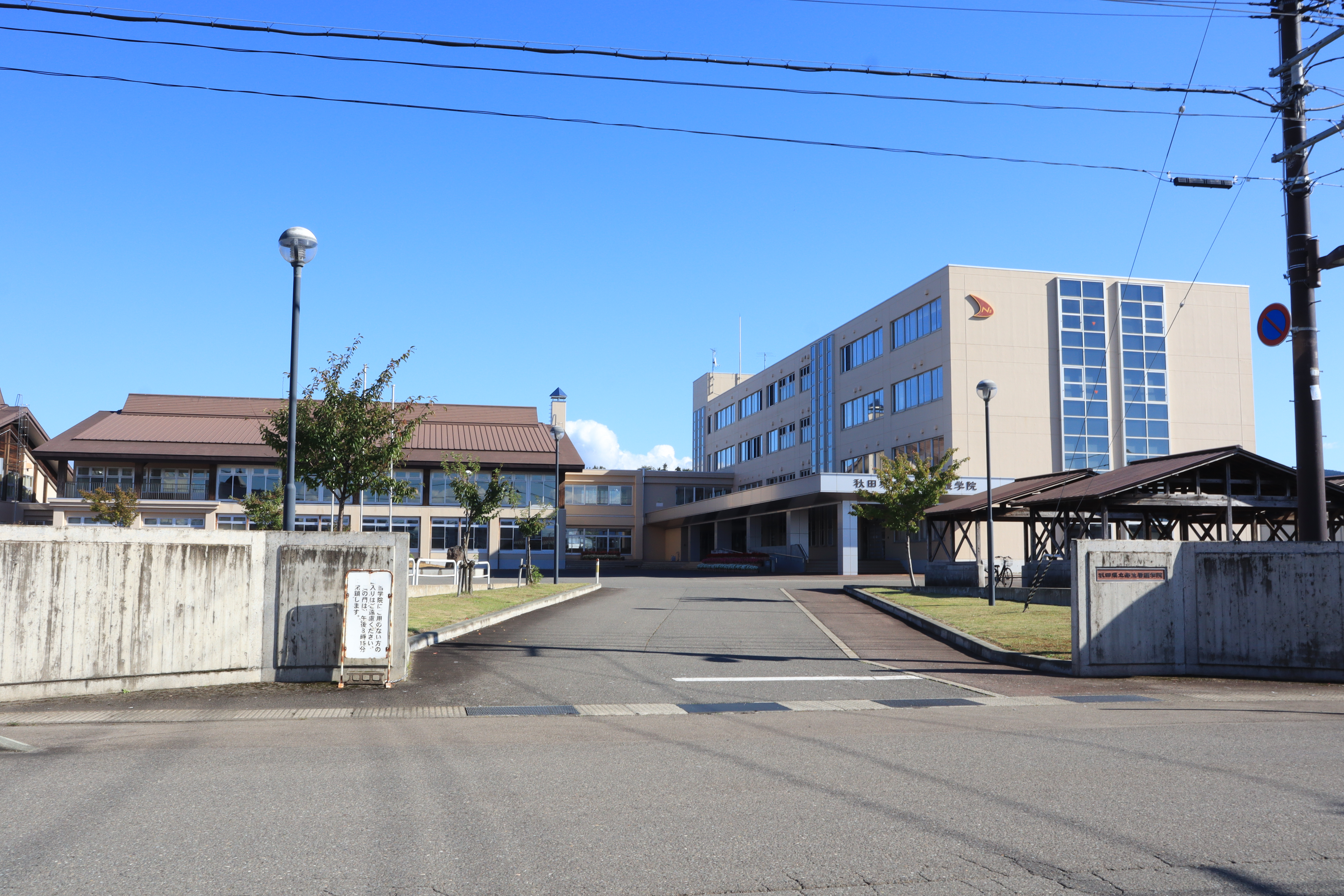
秋田県立衛生看護学院